# Opius melchioricus
Opius melchioricus är en stekelart som beskrevs av Fischer 1979. Opius melchioricus ingår i släktet Opius och familjen bracksteklar. Inga underarter finns listade i Catalogue of Life.